# Irene Dalton
Irene Dalton (1 de septiembre de 1901 – 15 de agosto de 1934) fue una actriz cinematográfica de nacionalidad estadounidense, activa en la época del cine mudo.

## Biografía
Nacida en Chicago, Illinois, Dalton destacó en el cine gracias a su actuación en diferentes comedias producidas por Charles Christie.
En 1924 Dalton fue acusada de violar la Ley Mann. Un rico empresario retirado de Toledo (Ohio), Raymond Owens, fue culpado también. Owens era el hijo de Michael Joseph Owens, millonario inventor de la máquina embotelladora Owens.
Irene Dalton falleció súbitamente en 1934 en Chicago, Illinois. Fue enterrada en el Cementerio Mt. Calvary de dicha ciudad. Había estado casada con el comediante Lloyd Hamilton, del que se divorció en 1929. 